# Chiesa di Santa Maria dei Bardi
La chiesa di Santa Maria dei Bardi, detta popolarmente Santa Maria Sopr'Arno, era un luogo di culto cattolico di Firenze, sito in piazza di Santa Maria Sopr'Arno.

## Storia e descrizione
La chiesa è menzionata per la prima volta nel 1181, ai tempi del vescovo Giulio, e viene menzionata di nuovo in una bolla di papa Lucio III del 1184.
La chiesa era stata ricostruita nel 1210 grazie ai finanziamenti della famiglia Bardi, ed era una delle più antiche parrocchiali cittadine. Una targa sulla facciata riportava "Fuccio mi feci" e la data 1229, che dovette essere la data di una ristrutturazione, non dell'edificazione come invece riportano, tratti in inganno, il Vasari, il Baldinucci e Stefano Rosselli. La chiesa era amministrata dai religiosi del santuario della Madonna dell'Impruneta e all'interno conservata una tela dell'Empoli con la Madonna dell'Impruneta. Sul portale si trovavano scolpiti gli stemmi dei Rimbaldesi.
La chiesa fu soppressa il 13 maggio 1785 e l'edificio, che si trovava con la facciata dirimpetto al fiume, venne demolito nel 1869 all'epoca dell'ampliamento dei lungarni. Della semplice chiesa, con all'esterno un cassone della sepoltura di Lapo di Astagio de' Bardi del 1342 (ma da molti autori ricordata erroneamente come di messer Andrea, e con questo nome citato in una novella del Sacchetti), resta un dipinto di Telemaco Signorini commissionato dai discendenti della famiglia Bardi, ed eseguito poco prima della demolizione a ricordo della vecchia struttura. Il sepolcro si trova oggi al Museo del Bargello. Nella chiesa erano inoltre sepolti altri membri della famiglia Bardi, e alcuni loro protégé come il pittore Felice Ficherelli.

## Citazioni letterarie

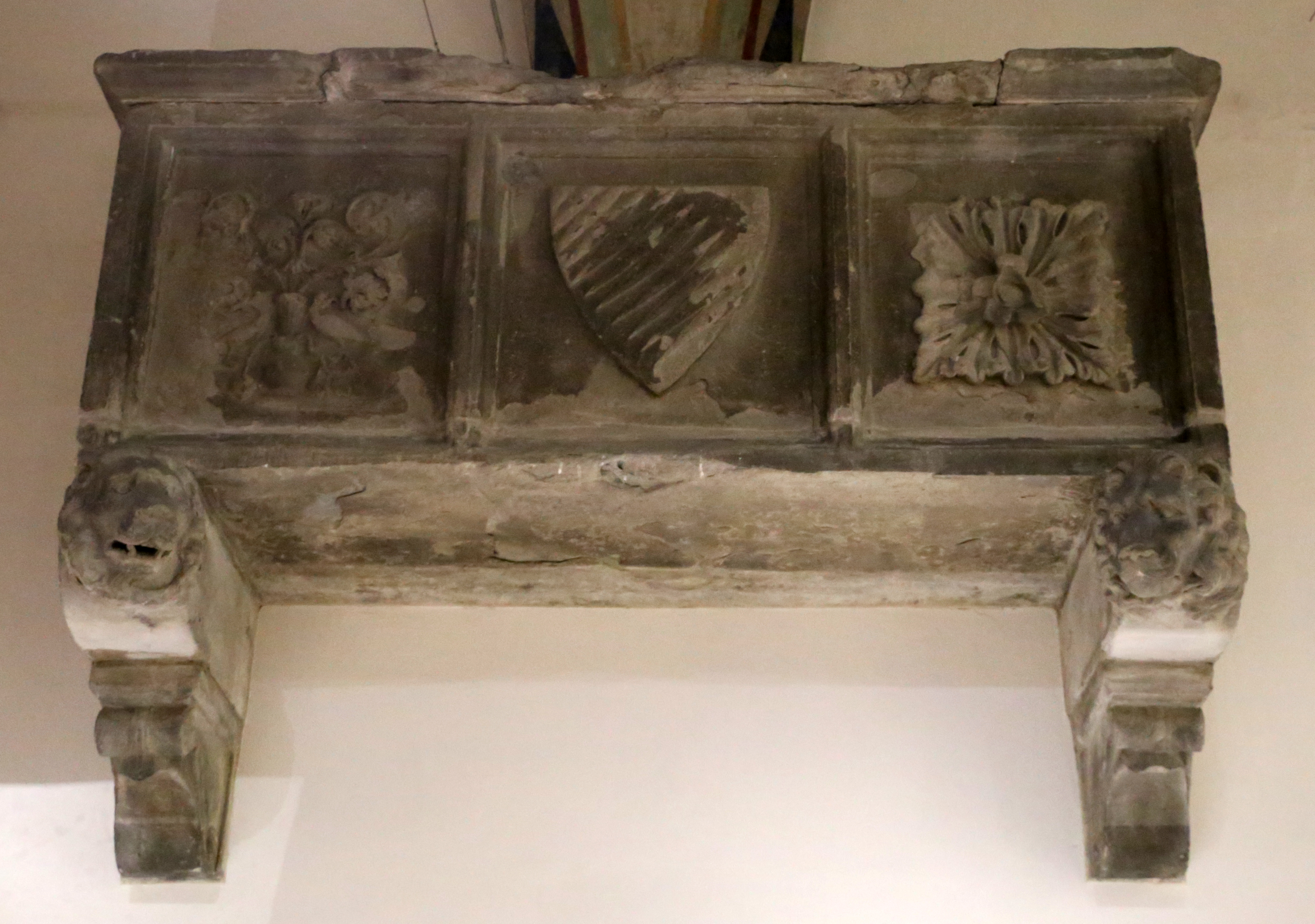
Il sarcofago di Lapo de' Bardi, oggi al Bargello

### La novella di Franco Sacchetti
Nella novella 120 del Trecentonovelle si narra di un ladro che, al tempo della signoria del Duca d'Atene, voleva rubare nella sepoltura di "messer Andrea" de' Bardi e nottetempo si introdusse dentro il sarcofago per depredare il cavaliere. Se non altro accadde che poco dopo si presentò davanti alla chiesa una araldo del Comune, che iniziò a bandire. A quel gridare il ladro scoperchiò bruscamente la tomba e se ne scappò a gambe levate urlando "Sia, sia, sia"!. Ma il banditore, credendo di aver svegliato le anime col suo gridare si prese altrettanto spavento e spronò il cavallo al galoppo per fuggire. E il giorno dopo raccontò la storia a tutta la città che si recò a visitare il luogo dell'accaduto e il monumento. Il Duca d'Atene, pensando che l'araldo avesse solo voluto provocare tumulto, minacciò di farlo impiccare, ma alla fine, visto il suo vivo spavento ancora presente, lo graziò.

### La leggenda di Ippolito e Dianora
Secondo alcuni autori più tardi, la menzione "Fuccio mi feci" (e non "mi fece") si sarebbe riferita a una curiosa vicenda narrata, tra gli altri, dal Preposto Lastri: un Ippolito Buondelmonti era innamorato, ricambiato, di una Dianora de' Bardi; i due erano però impossibilitati a sposarsi per via della rivalità tra le loro famiglie. Una notte, con l'intenzione di introdursi nella finestra di lei, il Buondelmonti se ne andò in strada portandosi appresso, nascosta, una scaletta di corda: ma, scoperto dagli ufficiali di Guardia e interrogato, piuttosto che intaccare l'onore della ragazza, confessò che la scala la portava appresso per rubare. Condannato quindi a morte, chiese e ottenne che il corteo verso la forca venisse a passare sotto le case dei Bardi (che sorgevano dove oggi si trova palazzo Tempi). La fanciulla, riconosciutolo, testimoniò le sue vere intenzioni ottenendone la liberazione e riuscendo in seguito a sposarlo. La targa sarebbe stata quindi messa a ricordo dallo stesso Ippolito Buondelmonti, alludendo a come si fosse fatto "Fucci", cioè ladro come il Vanni Fucci, citato anche nell'Inferno di Dante.
Tuttavia nel 1229 l'Inferno non era ancora stato scritto, né era avvenuto il furto di Vanni Fucci, che è del 1293.

## Confraternite
Nella chiesa e nei suoi annessi si riunirono nel tempo alcune Compagnie o confraternite. Tra le più importanti ci fu:
- Compagnia di San Giuseppe dei Legnaiuoli